# 韓懷明
韓懷明（？—？），上黨人，南北朝南齊、南梁人，因有孝行而聞名。
韓懷明客居在荊州，十歲時母親患上肺結核，病情危殆，他晚上在星下敬禮祈禱。當時天氣寒冷，忽然傳來香氣，傳來聲音說：「孩子的母親很快會康復，不用那麼辛苦。」尚未天亮，母親頓時恢復過來，鄉里都覺得驚奇。韓懷明十五歲喪父，哀痛到而幾乎失去本性，獨自背土築墳，不接受他人餽贈。喪事完成後，他和鄉人郭瑀（或郭麻）一同跟隨南陽劉虬。某天劉虬不講學，獨自哭泣，韓懷明偷偷問起原因，劉虬的家人回答：「是他外祖的死忌。」當時劉虬母親也逝世，他聽聞後同日立刻罷學，回家供養母親。劉虬歎道：「韓生不會有虞丘之恨了。」他家中貧窮，卻盡力給母親吃美味的食物，取悅母親，日夜在她身旁。母親在九十一歲去世，韓懷明不喝水漿十天，不停號哭；有一對白鳩在他家門築巢，溫馴得像家禽，到他服喪完畢才離開，之後終身吃素，不換衣服與被子。天監初年，刺史始興王蕭憺表彰他的孝行，多次授予官職，可是韓懷明都不願就任，在家中去世。

## 引用
1. 1 2  《梁書·卷四十七·列傳第四十一》：韓懷明，上黨人也，客居荊州。年十歲，母患屍疰，每發輒危殆。懷明夜於星下稽顙祈禱，時寒甚切，忽聞香氣，空中有人語曰：「童子母須臾永差，無勞自苦。」未曉，而母豁然平復。鄉里異之。十五喪父，幾至滅性，負土成墳，贈助無所受。免喪，與鄉人郭瑀俱師事南陽劉虬。虬嘗一日廢講，獨居涕泣。懷明竊問其故，虬家人答云：「是外祖亡日。」時虬母亦亡矣。懷明聞之，卽日罷學，還家就養。虬歎曰：「韓生無虞丘之恨矣。」
2. 1 2  《南史·卷七十四·列傳第六十四》：韓懷明，上黨人也。客居荊州。十歲，母患屍疰，每發輒危殆。懷明夜於星下稽顙祈禱，時寒甚切，忽聞香氣，空中有人曰：「童子母須臾永差，無勞自苦。」未曉而母平復，鄉里以此異之。十五喪父，幾至滅性，負土成墳，賻助無所受。免喪，與鄉人郭麻俱師南陽劉虯。虯嘗一日廢講，獨居涕泣，懷明竊問虯家人，答云是外祖亡日。時虯母亦已亡矣，懷明聞之，即日罷學，還家就養。虯歎曰：「韓生無丘吾之恨矣。」
3. ↑  《梁書·卷四十七·列傳第四十一》：家貧，常肆力以供甘脆，嬉怡膝下，朝夕不離母側。母年九十一，以壽終，懷明水漿不入口一旬，號哭不絕聲。有雙白鳩巢其廬上，字乳馴狎，若家禽焉，服釋乃去。旣除喪，蔬食終身，衣衾無改。天監初，刺史始興王憺表言之。州累辟不就，卒于家。
4. ↑  《南史·卷七十四·列傳第六十四》：家貧，肆力以供甘脆，嬉怡膝下，朝夕不離母側。母年九十，以壽終。懷明水漿不入口一旬，號哭不絕聲。有雙白鳩巢其廬上，字乳馴狎，若家禽焉，服釋乃去。及除喪，蔬食終身，衣衾無所改。梁天監初，刺史始興王憺表言之。州累辟不就，卒於家。

## 延伸阅读
[在维基数据编辑]
 《梁書/卷47》，出自姚思廉《梁書》